# Seth Gabel
Seth Gabel, pseudonimo di Seth Cosentino (Hollywood, 3 ottobre 1981), è un attore statunitense che lavora in campo televisivo e cinematografico.

## Carriera
Ha iniziato la sua carriera interpretando lo stravagante Adrian Moore nella serie televisiva Nip/Tuck di Ryan Murphy. Ha poi preso parte a serie televisive come 100 Centre Street, Sex and the City, CSI - Scena del crimine e Law & Order - Unità vittime speciali. Nel 2007 è uno dei protagonisti della serie Dirty Sexy Money, dove interpreta il ribelle Jeremy Darling. Nel 2010 partecipa nel ruolo ricorrente di Zach, fidanzato di Kate in United States of Tara. Nel 2010 ha fatto il suo esordio nella serie televisiva Fringe nel ruolo di Lincoln Lee; l'attore è stato promosso da guest star ad attore regolare a partire dalla quarta stagione, mentre nella quinta, andata in onda da settembre 2012, non è più nel cast regolare, ma appare come guest star nel penultimo episodio della serie. Il 13 novembre 2012 l'attore è stato confermato nella parte del Conte Vertigo nella prima stagione del serial Arrow. Nel 2014 entra a far parte del cast di Salem, nel ruolo da protagonista di Cotton Mather. Nel 2015 viene scelto nuovamente da Ryan Murphy per interpretare un ruolo nella quinta stagione della serie antologica American Horror Story: Hotel.

## Vita privata
Nel giugno del 2006 ha sposato l'attrice Bryce Dallas Howard; la coppia ha due figli.

## Filmografia

### Cinema
- Tadpole - Un giovane seduttore a New York (Tadpole), regia di Gary Winick (2002)
- Il codice da Vinci (The Da Vinci Code), regia di Ron Howard (2006)
- Good Dick, regia di Marianna Palka (2008)
- Jonah Hex, regia di Jimmy Hayward (2010)
- Take Me Home Tonight, regia di Michael Dowse (2011)

### Televisione
- 100 Centre Street – serie TV, episodio 2x18 (2002)
- Sex and the City – serie TV, episodio 5x01 (2002)
- The Lyon's Den – serie TV, episodio 1x12 (2003)
- The Division – serie TV, episodio 4x15 (2004)
- Nip/Tuck – serie TV, 5 episodi (2004)
- Law & Order - Unità vittime speciali (Law & Order: Special Victims Unit) – serie TV, episodio 6x14 (2005)
- The Closer – serie TV, episodio 1x03 (2005)
- Beyond, regia di Breck Eisner – film TV (2006)
- Dirty Sexy Money – serie TV, 23 episodi (2007-2008)
- CSI - Scena del crimine (CSI: Crime Scene Investigation) – serie TV, episodi 5x07-10x14 (2004-2010)
- United States of Tara – serie TV, 4 episodi (2010)
- Fringe – serie TV, 33 episodi (2010-2013)
- Arrow – serie TV, episodi 1x12-1x19-2x07 (2013)
- Salem – serie TV, 36 episodi (2014-2017)
- American Horror Story – serie TV, 2 episodi (2015)
- Genius – serie TV, 7 episodi (2017)
- The Watcher – serie TV, 5 episodi (2022)
- Big Sky – serie TV, 12 episodi (2022)
- The Mandalorian – serie TV, episodio 3x06 (2023)

## Doppiatori italiani
Nelle versioni in italiano delle opere in cui ha recitato, Seth Gabel è stato doppiato da:
- Emiliano Coltorti in Dirty Sexy Money, CSI - Scena del crimine (ep. 10x14), Salem
- Lorenzo De Angelis in Law & Order - Unità vittime speciali
- Simone D'Andrea in Nip/Tuck
- Fabrizio Manfredi ne Il codice da Vinci
- Corrado Conforti in The Closer
- Giuliano Bonetto in CSI - Scena del crimine (ep. 5x07)
- David Chevalier in United States of Tara
- Gabriele Sabatini in Take Me Home Tonight
- Gabriele Lopez in Fringe
- Marco Baroni in Arrow
- Marco Vivio in Billions
- Daniele Giuliani in The Watcher